# Tetrablemmidae
Die Tetrablemmidae sind die einzige Familie der Tetrablemmoidea innerhalb der Echten Webspinnen. Sie umfassen 31 Gattungen und 161 Arten.

## Lebensraum und Verbreitung
Sie sind fast ausschließlich in den Tropen der Südhalbkugel verbreitet; nur wenige Arten stoßen auch in temperierte Klimazonen vor. Die meisten Gattungen erscheinen in Südostasien; nur wenige leben in Afrika, Zentral- oder Südamerika.
Dort weben die winzigen (1 bis 4 mm kleinen) Tiere von skurriler Schönheit wahrscheinlich keine Netze. Sie leben in der Streu- und Bodenschicht, aber auch in „hängenden“ Böden der Epiphyten wie Bromelien oder Orchideen feuchter Tropenwälder; einige leben in Höhlen. Manche troglophile wie bodenbewohnende Arten zeigen typische Anpassungen wie die Rückbildung von Augen.

## Merkmale
Tetrablemmide werden auch „gepanzerte Spinnen“ genannt, da sie einen sklerotisierten Hinterleib aufweisen. Dabei sind Tergite und Sternite gestreckt, bzw. gestaucht, so dass aus ihnen größere sklerotisierte Platten entstehen, die den Hinterleib mehr oder weniger abdecken. Bei einigen Arten ist der Hinterleib so weit verändert, dass die Spinnwarzen nach unten zeigen.
Die Gattung Tetrablemma weist nur vier Augen auf – eine Eigenschaft, die sie mit den nicht verwandten Angehörigen der Familie Caponiidae gemeinsam hat. Wie zum Beispiel den Zitterspinnen (Pholcidae) oder den auch nicht entfernt verwandten, den Echten Radnetzspinnen, fehlen den Tetrablemmiden die hinteren Atmungsorgane (Buchlunge, Fächertracheen). Eine Verwandtschaftsbeziehung lässt sich aber auch daraus nicht ableiten. Die Tetrablemmiden haben aber eine weitere Gemeinsamkeit mit den Zwergsechsaugenspinnen: An den Tarsen des vorderen Laufbeinpaares besitzen die Angehörigen beider Familien ein weiteres Sinnesorgan, dessen Funktion noch nicht geklärt ist und auch nur bei diesen beiden Familien gefunden wurde. Bei anderen Spinnen dienen Spaltsinnesorgane und Trichobothrien der Schall- und Infraschallwahrnehmung, sowie der Wahrnehmung von Substratschwingungen.

## Selbstgesteuerte Befruchtung vonIndicoblemma lannaianum
Eine erstaunliche Komplexität der weiblichen Geschlechtsorgane von Indicoblemma lannaianum ermöglichen dem Weibchen dieser Art eine volle Kontrolle, von welchem Sperma sie sich befruchten lassen. Paarig angeordnete Spermatheken verhindern eine Mischung des Spermas verschiedener Männchen, so dass eine Konkurrenz von Spermien ausgeschlossen wird. Spermien werden in paarigen Spermatheken zwischengelagert und durch Sekrete eingekapselt. Diese Sekretbällchen, die in der Spermathek sehr zahlreich vorhanden sind, werden vom Weibchen kontrolliert durch einen Befruchtungsgang in den Uterus abgegeben. Die Weibchen scheinen Präferenzen des männlichen Spermas zu haben. Aktivierte, befruchtungsfähige Spermien sind nur im Weibchen zu finden, was ein Anzeichen für eine interne Selbstbefruchtung ist.
Die männlichen Testikel sind über einen Ejakulationsgang mit der Ejakulationsöffnung an der Unterseite des Hinterleibs verbunden. Dort werden die Bulbi an den Pedipalpen des Männchens mit Sperma befüllt. In der kugelförmigen abgesetzten Samenflüssigkeit sind nur sehr wenige Spermien vorhanden. Sie sind mit einer Schicht eingekapselt, die von den Geschlechtsdrüsen des Männchens produziert werden. Wahrscheinlich ist die Samenflüssigkeit des Männchens eine Nährstofflösung für die Spermien und möglicherweise auch wenigstens an der Bällchenbildung in der Spermathek beteiligt, aber wohl auch für die Aktivierung der Spermien im Weibchen mitverantwortlich.
Die Bulben werden wie bei anderen Spinnen auch mit ihren Fortsätzen in die weibliche Geschlechtsöffnung auf der Bauchseite des Weibchens eingeführt, um das Sperma zu übertragen.

## Systematik
Der World Spider Catalog listet für die Tetrablemmidae aktuell 31 Gattungen und 161 Arten. (Stand: Juni 2016)
- Ablemma Roewer, 1963
- Afroblemma Lehtinen, 1981
- Anansia Lehtinen, 1981
  - Anansia astaroth (Brignoli, 1974)
- Bacillemma Deeleman-Reinhold, 1993
  - Bacillemma leclerci Deeleman-Reinhold, 1993
- Borneomma Deeleman-Reinhold, 1980
- Brignoliella Shear, 1978
- Caraimatta Lehtinen, 1981
- Choiroblemma Bourne, 1980
- Cuangoblemma Brignoli, 1974
  - Cuangoblemma machadoi Brignoli, 1974
- Fallablemma Shear, 1978
- Gunasekara Lehtinen, 1981
  - Gunasekara ramboda Lehtinen, 1981
- Hexablemma Berland, 1920
  - Hexablemma cataphractum Berland, 1920
- Indicoblemma Bourne, 1980
- Lehtinenia Tong & Li, 2008
- Maijana Lehtinen, 1981
  - Maijana rackae Lehtinen, 1981
- Mariblemma Lehtinen, 1981
  - Mariblemma pandani Brignoli, 1978
- Matta Crosby, 1934
- Micromatta Lehtinen, 1981
  - Micromatta atoma Shear, 1978
- Monoblemma Gertsch, 1941
- Pahanga Shear, 1979
- Rhinoblemma Lehtinen, 1981
  - Rhinoblemma unicorne Roewer, 1963
- Shearella Lehtinen, 1981
- Sinamma Lin & Li, 2014
  - Sinamma oxycera Lin & Li, 2014
- Singalangia Lehtinen, 1981
  - Singalangia sternalis Lehtinen, 1981
- Singaporemma Shear, 1978
- Sulaimania Lehtinen, 1981
  - Sulaimania vigelandi Lehtinen, 1981
- Tetrablemma O. Pickard-Cambridge, 1873